# توم ليونارد (لاعب كرة مضرب)
توم ليونارد (بالإنجليزية: Tom Leonard)‏ هو لاعب كرة مضرب أمريكي، ولد في 15 يوليو 1948 في دي موين في الولايات المتحدة.

## وصلات خارجية
- توم ليونارد على موقع رابطة محترفي التنس (الإنجليزية)
- توم ليونارد على موقع الاتحاد الدولي لكرة المضرب (الإنجليزية)
- توم ليونارد على موقع خلاصة التنس.كوم (الإنجليزية)